# HMS Warrior (R31)
«Воріор» (англ. HMS Warrior (R31) — британський легкий авіаносець часів Другої світової війни типу «Колоссус». Шостий корабель з такою назвою у складі ВМС Великої Британії.

## Історія створення
Авіаносець «Воріор» був закладений 12 грудня 1942 року на верфі «Harland and Wolff» під назвою «HMS Brave». Спущений на воду 20 травня 1944 року, вступив у стрій 24 квітня 1945 року.

## Історія служби

### У складі ВМС Канади

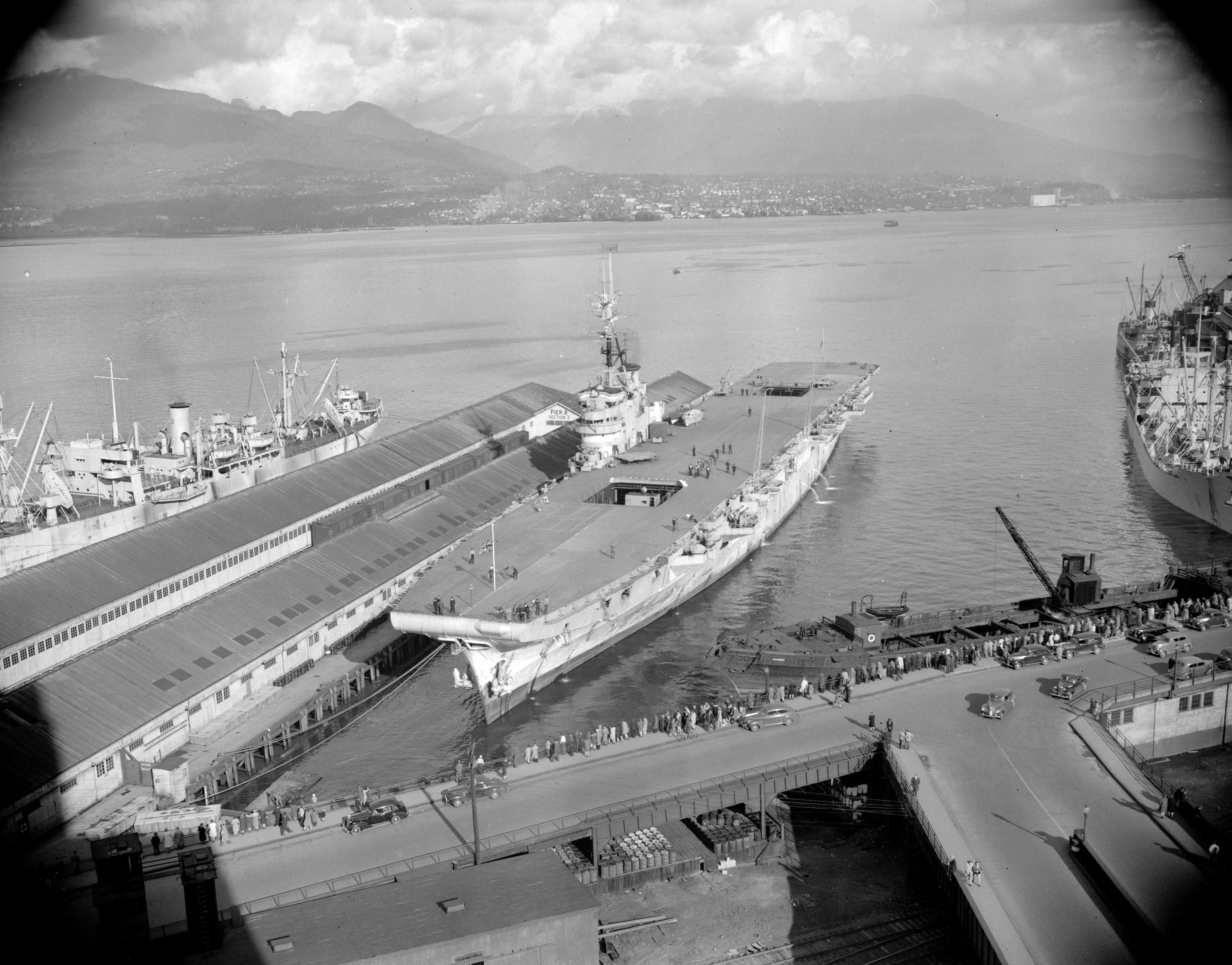
HMS Warrior у Ванкувері

Військово-морські сили Канади, потребуючи кораблів для бойових дій на Тихому океані, орендували у ВМС Великої Британії 2 авіаносці — «Воріор» та HMCS Magnificent (CVL 21) з правом їх подальшого викупу. Угода була укладена у січні 1945 року, проте корабель був готовий вже після закінчення війни.
«Воріор» був переданий Канаді у січні 1946 року. На його озброєнні були літаки Supermarine Seafire та Fairey Firefly. Порт базування — Галіфакс.
Оскільки ВМС Великої Британії початково передбачав використовувати авіаносець в Індійському океані, на ньому були відсутні системи обігріву частини бортового обладнання. Проте у Північній Атлантиці це викликало проблеми в роботі бортових систем корабля, і в листопаді 1947 року його перебазували на західне узбережжя Канади в Іскваймолт (англ. Esquimalt) поблизу Ванкувера.
Командування ВМС Канади визнало корабель непридатним для використання, і, не маючи можливості утримувати два авіаносці, замість модернізації «Воріора» в лютому 1948 року повернуло корабель ВМС Великої Британії.

### У складі ВМС Великої Британії
Авіаносець прибув до Великої Британії у березні 1948 року, де пройшов ремонт та модернізацію, в ході якої він був обладнаний «гнучкою» польотною палубою.
У вересні 1949 року авіаносець вивели в резерв. У червні 1950 року вивели з резерву, після чого використовували для доставки літаків та військ на Далекий Схід.
З квітня 1952 року по жовтень 1953 року корабель пройшов ремонт і модернізацію в Девонпорті, під час якої була збільшена острівна надбудова, змінена конструкція щогли, встановлені нові радари.
Кількість зенітних 40-мм гармат була доведена до 28.
З лютого до грудня 1954 року авіаносець здійснив похід на Далекий Схід через Середземне море. Влітку 1954 року залучався до завдання ударів по партизанських базах у Малайї.
Після повернення з грудня 1954 року по серпень 1956 року авіаносець пройшов модернізацію, під час якої була встановлена кутова палуба, підсилені аерофінішери, встановлена оптична система посадки. Зенітна артилерія була скорочена до 8 стволів.
У 1957 році «Воріор» використовувався як штабний корабель під час випробувань британської термоядерної зброї на островах Кіритіматі та Мелден.
У лютому 1958 року авіаносець вивели в резерв.

### У складі ВМС Аргентини
У липні 1958 року авіаносець був проданий Аргентині, де отримав назву «Independencia». Він перебував на службі до 1970 року. У 1971 році корабель був відправлений на злам.